# Живописець (сузір'я)

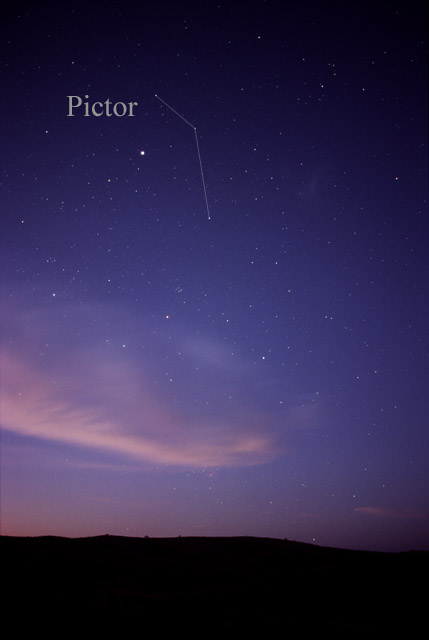
Живописець неозброєним оком, яскрава зірка поблизу — Канопус.

Живопи́сець (лат. Pictor) — невелике сузір'я південної півкулі, розташоване між зіркою Канопус та Магелановою туманністю, містить 49 зірок видимих неозброєним оком. З території України не видно.
Нове сузір'я. Запроваджене Нікола Лакайлем у 1756 році під оригінальною назвою Станок живописця або Мольберт (лат. Equuleus Pictoris). Згодом назву було скорочено до Pictor.
Найвідомішою зіркою сузір'я є зоря Каптейна — друга серед відомих зірок по силі власного (пекулярного) руху. Привертає увагу також зоря Бета Живописця, завдяки незвичайному багатому на вуглець пилевому диску, що її оточує.